# Barbara Benedettelli
Barbara Benedettelli (Rimini, 6 agosto 1968) è una sociologa, saggista e giornalista italiana.

## Biografia
Barbara Benedettelli (Rimini, 6 agosto 1968) è una sociologa, saggista, giornalista e attivista italiana. È autrice di saggi su giustizia penale, vittimologia, violenza relazionale e intelligenza artificiale. Vicepresidente dell'Osservatorio Nazionale Tutela Vittime, ha ricoperto incarichi pubblici a livello locale e ha svolto in passato attività politica. È laureata con lode in Scienze sociali presso l'Università Niccolò Cusano, con una tesi dedicata all’influenza degli algoritmi commerciali sugli adolescenti.
Nasce a Rimini, dove consegue il diploma di maturità artistica. Mentre frequenta la Facoltà di Sociologia dell'Università di Urbino, pubblica in raccolte locali racconti, poesie e dipinti con il nome d'arte BaBen. Nei primi anni 2000 inizia l'attività di lettrice professionista di manoscritti per la casa editrice Mondadori, accrescendo la sua passione per la scrittura come mezzo per sensibilizzare l'opinione pubblica su tematiche rilevanti. Contemporaneamente inizia l'attività televisiva realizzando videoclip musicali e partecipando alla stesura di nuovi format per Mediaset.     
Esordisce come autrice con il programma Arcana, storie di streghe e di magia del giornalista Giorgio Medail, in onda su Rete4. Il lavoro di autrice e curatrice televisiva continua fino al 2011 con il programma Top Secret di Claudio Brachino, per cui realizza anche reportage ed interviste esclusive. Tra le esclusive dell'autrice per il programma c'è l'ingresso negli Archivi Segreti del Vaticano, dove la storica Barbara Frale mostra alle telecamere le Pergamene di Chinon, un documento inedito dei Templari. Nel 2009 è autrice unica della serie Terrorism in onda sempre su Rete4.Negli stessi anni collabora con la struttura Mediaset capitanata da Fatma Ruffini nell'ideazione e stesura di nuovi format. Nel 2009 è consulente editoriale per il rilancio di Canale Italia.     
Il suo lavoro successivo è incentrato sulla sensibilizzazione e sulla tutela delle vittime di reati violenti e delle vittime della strada.

## Opere
L'esordio come scrittrice è del 2004 con la pubblicazione del libro Punto e a capo, ricominciare la nuova vita dopo la separazione, Arnoldo Mondadori Editore, testo in parte autobiografico rivolto a chi si trova nel mezzo di una separazione coniugale. Negli anni matura l'interesse per temi di grande allarme sociale, in particolare quelli legati alle vittime di violenza e alla mancanza di giustizia denunciata dai loro familiari. Il libro I delitti del condominio - Storie di vicini che ammazzano di Cairo Editore, uscito nel 2008, raccoglie note vicende di cronaca nera. Gli autori prendono una posizione netta a favore della certezza della pena, e l'autrice è spinta ad unirsi ai parenti delle vittime come attivista per la tutela dei loro diritti. 
Nel 2010 pubblica Il volto della Sindone alla ricerca della verità (RTI), un testo nel che ne analizza la storia da più punti di vista. L'anno seguente esce il saggio Vittime per sempre, edito da Aliberti, in cui affronta il tema della giustizia dal punto di vista delle vittime e dei loro familiari attraverso una serie di interviste accompagnate dall'analisi delle mancanze del sistema penale. Nel 2011 riceve il Premio Letterario Nostalgia come particolare riconoscimento per l'impegno civile e in qualità di autrice di un libro etico, apolitico e di denuncia sociale; e il premio Livio Andronico - Spiagge d'autore per il suo impegno nel raccontare e testimoniare le condizioni umane delle vittime e dei loro familiari.  
A ottobre del 2014 pubblica il libro L'amore ci salva, storie di sopravvissuti alla vita, con la prefazione di Francesco Alberoni, per Imprimatur editore. 
Giornalista pubblicista, è editorialista del quotidiano Il Giornale dal 2010, per la testata nel 2017 pubblica il pamphlet Il maschicidio silenzioso, collana Fuori dal Coro, dove viene introdotto il tema della violenza femminile nei rapporti di coppia. Il 9 novembre 2017 esce il suo libro/inchiesta di approfondimento sulla violenza domestica 50 sfumature di violenza. Femminicidio e maschicidio in Italia (Cairo Editore). Il saggio ripercorre la nascita del termine femminicidio e lo analizza alla luce dei fatti e della realtà italiana e, attraverso testimonianze, dati e fatti di cronaca nera, accende la luce sulla violenza che subiscono gli uomini nelle relazioni intime.

## Attivismo
Dal 2008, in seguito alla stesura de I delitti del condominio, che l'ha messa in contatto con i familiari delle vittime, ha accolto l'invito a partecipare alle loro battaglie per la giustizia. Comincia a sensibilizzare l'opinione pubblica attraverso i libri, i media e le manifestazioni locali e nazionali. In occasione della Giornata Mondiale (20 novembre 2011) per il ricordo delle Vittime della strada indetta dall'ONU, sostiene Elisabetta Cipollone, ne La protesta dei fiori rossi. Rose rosse come il colore del sangue versato sulle strade portate davanti ai tribunali per sensibilizzare società e istituzioni verso la perenne strage della strada. Per il suo impegno sui diritti civili e umani delle vittime di reato, il 30 gennaio 2011 riceve il premio internazionale "Il dono dell'umanità".
La manifestazione si ripete 18 novembre del 2012, questa volta a organizzarla è l'Associazione culturale "Diamo valore alla vita",, fondata da Barbara Benedettelli, Elisabetta Cipollone e Erina Panepucci. ll 25 aprile 2012 organizza a Roma, davanti alla Corte Suprema di Cassazione in Piazza Cavour, la manifestazione "Diamo valore alla vita" per contrastare la richiesta di Amnistia dei Radicali e per chiedere l'introduzione del reato di omicidio stradale. Sono presenti associazioni e decine di familiari di vittime della strada. Per l'occasione l'attivista ha un confronto su SkyTg24 con il magistrato Sebastiano Ardita e Marco Pannella, dove espone il punto di vista delle vittime. Il 5 giugno 2012 deposita il simbolo dell'associazione e movimento nazionale per la tutela dei diritti della persona L'Italia Vera.  
In qualità di presidente partecipa alle audizioni delle Commissioni Parlamentari per portare all'attenzione delle istituzioni le istanze delle vittime. Tra di esse l'indagine conoscitiva in merito all’esame del disegno di legge C. 1540 Governo, di conversione in legge del decreto legge n. 93 del 2013, recante disposizioni urgenti in materia di sicurezza e per il contrasto della violenza di genere. 
Nel 2017 è tra i fondatori dell'Osservatorio Nazionale Sostegno Vittime presieduto dall'avvocato e garante regionale per la tutela delle vittime di reato della  Lombardia Elisabetta Aldrovandi. Tra le audizioni dell'Osservatorio, alle quali la Benedettelli ha partecipato in qualità di Vicepresidente, vi è l'indagine conoscitiva della legge 19 luglio 2019, n.69 (Codice Rosso) dove sono state riportate anche le istanze delle vittime maschili di violenza domestica, di cui si occupa dal 2016.

## Attività politica
Nel 2008, per un incontro casuale con Daniela Santanchè durante una manifestazione contro l'indulto, insieme ai familiari delle vittime di omicidio, accetta l'invito di far parte del suo nuovo movimento politico di centro destra, il Movimento per l'Italia (MPI) di cui la Benedettelli diventa socio fondatore e capo del dipartimento sociale. Il suo primo discorso programmatico lo fa dal palco dell'assemblea incentrandolo sulla certezza della pena. Il suo impegno nella politica attiva non è costante, lascia il movimento due anni dopo per dedicarsi all'attivismo. 
Nel gennaio 2013 si candida con Fratelli d'Italia alla Camera dei Deputati per i collegi Lombardia I e Puglia. È responsabile nazionale del Dipartimento per la tutela delle vittime dei reati contro la persona, da lei proposto. Per la prima volta un partito ha al suo interno un dipartimento dedicato alle vittime dei reati contro la persona. A Fiuggi partecipa come delegato al I Congresso di Fratelli d'Italia - Alleanza Nazionale, dove fa un discorso accorato sulla difesa delle vittime della violenza. Al Congresso viene eletta tra i membri dell'Assemblea Nazionale e membro della Direzione nazionale. Lascia il partito nel 2014 per seguire la sua attività imprenditoriale.
Dal 17 ottobre 2019 è assessore del comune di Parabiago (riconfermata nel 2020) con delega a sicurezza, polizia locale, prevenzione stradale, protezione civile e cultura.

## Vita privata
Sposata dal 2003 con Claudio Brachino, conduttore televisivo e giornalista, ha due figli.

## Pubblicazioni
- Punto e a capo: ricominciare una nuova vita dopo la separazione, Mondadori, Milano 2004 ISBN 88-04-52630-0;
- I delitti del condominio: storie di vicini che ammazzano, con Claudio Brachino, prefazione di Massimo Picozzi, Cairo, Milano 2008 ISBN 978-88-6052-141-5.
- Vittime per sempre, prefazione di Rita dalla Chiesa, Aliberti, Reggio Emilia 2011 ISBN 978-88-7424-712-7
- L'amore ci salva: storie di sopravvissuti alla vita, prefazione di Francesco Alberoni, Imprimatur Editore, Reggio Emilia 2014 ISBN 978-88-6830-201-6
- Il volto della Sindone, alla ricerca della verità, R.T.I. S.p.A. Instantbook
- 50 sfumature di violenza: femminicidio e maschicidio in Italia, prefazione di Maria Rita Parsi, Cairo, Milano 2017 ISBN 978-88-6052-841-4
- Il maschicidio silenzioso: perché l'amore violento è reciproco e le donne non sono solo vittime, supplemento a Il Giornale, Milano 2017
- Connessioni pericolose, i fili invisibili che guidano gli utenti in rete tra capitalismo della sorveglianza e algoritmi, Autopubblicato, 2025, ISBN 9791221084900
- Dialogo con l'Umanità, dialogo tra un'umana e un'intelligenza artificiale, Autopubblicato, 2025, ISBN 979-8285804741

## Nuove aree di ricerca
Le sue aree di studio includono: vittimologia, violenza relazionale, fenomeno del maschicidio, capitalismo digitale, intelligenza artificiale e coscienza artificiale.

## Premi
- Il Dono dell'Umanità;[9]
- Livio Andronico - Spiagge d'Autore,[senza fonte]
- Premio Letterario Nostalgia,[10]
- Premio internazionale Madre Teresa di Calcutta "Inno alla Vita"[11]
- Premio Speciale Testimonianza "Achille Siciliano"[12]